# Абдрашитово (Альшеєвський район)
Абдраши́тово (рос. Абдрашитово, башк. Әбдрәшит) — село у складі Альшеєвського району Башкортостану, Росія. Адміністративний центр Абдрашитовської сільської ради.
Населення — 619 осіб (2010; 661 в 2002).
Національний склад:
- башкири — 73 %

## Видатні уродженці
- Бікеєв Султан Хамітович — Герой Радянського Союзу.